# Simulium mongolense
Simulium mongolense är en tvåvingeart som beskrevs av Yankovsky 1996. Simulium mongolense ingår i släktet Simulium och familjen knott. Inga underarter finns listade i Catalogue of Life.